# Hernán Alzamora
Hernán Alzamora Esquivel es un exfutbolista chileno que se desempeñaba como defensa central. 

## Carrera
Jugador nacido futbolísticamente en Deportes La Serena que debutó el año 2005 en el primer equipo. A comienzos del 2008, al no ver posibilidades de jugar, decide marchar del club que lo vio nacer para enrolarse en Santiago Wanderers y afrontar el Torneo de Primera B del Fútbol Chileno. En Santiago Wanderers se caracterizó por ser uno de los jugadores de más bajo rendimiento del equipo tanto así que llegó a marcar un autogol desatando el odio de los hinchas por él. Finalmente con la llega del técnico Jorge Aravena fue cortado del equipo al no tener renovación de su contrato.
Finalmente regresa a la cuarta región pero esta vez a defender a Coquimbo Unido, donde retomó su nivel de juego, logrando la titularidad y llevando al cuadro pirata a lo más alto de la tabla en el Torneo de Clausura 2008, quedando a las puertas del retorno a primera división pero junto con su equipo perdió esta opción y permanecen un año más en la segunda división.
El 2009 es desafiliado del club y recala en Unión Temuco, club que milita en la tercera división del fútbol chileno. Allí se sacude de sus malas actuaciones del último tiempo y obtiene el ascenso a Primera B.

## Clubes
| Club               | País  | Año       |
| ------------------ | ----- | --------- |
| Deportes La Serena | Chile | 2005-2007 |
| Santiago Wanderers | Chile | 2008      |
| Coquimbo Unido     | Chile | 2008      |
| Unión Temuco       | Chile | 2009      |

## Palmarés

### Campeonatos nacionales
| Título             | Equipo         | País  | Año    |
| ------------------ | -------------- | ----- | ------ |
| Primera B          | Coquimbo Unido | Chile | 2008-C |
| Tercera División A | Unión Temuco   | Chile | 2009   |